# Cikloheksan
Cikloheksan je cikloalkan sa molekulskom formulom 612. Cikloheksan se koristi kao nepolarni rastvarač u hemijskoj industriji, i kao sirovina u industrijskoj produkciji adipinske kiseline i kaprolaktama, koji su intermedijari u proizvodnji najlona. Cikloheksan se industrijski proizvodi reakcijom benzena sa vodonikom. Zbog njegovih jedinstvenih hemijskih i konformacionih svojstava, cikloheksen takođe nalazi primeni u laboratorijskoj analizi i kao standard. Cikloheksen ima prepoznatljiv deterdžentu sličan miris.

## Istorija
Za razliku od jedinjenja poput benzena, cikloheksan se ne može lako dobiti iz prirodnih izvora kao što je ugalj. Pri kraju devetnaestog veka rani hemijski istraživači su morali da razviju metode za sintezu. Marcelin Bertelot je 1867. redukovao benzen jodovodoničnom kiselinom na povišenoj temperaturi. On je pogrešno identifikovao reakcioni proizvod kao n-heksan ne samo zato što ima istu tačku ključanja (69 °), nego i zato što nije verovao da je benzen cikličan molekul. Jedan od njegovih skeptika, Adolf von Bajer, je 1870. ponovio reakciju i nazvao reakcioni proizvod heksahidrobenzen.
Bajer je 1894. sintetisao cikloheksan polazeći od Dikmanove kondenzacije pimelinske kiseline, što je bilo praćeno višestrukim redukcijama:
i iste godine su E. Havort i W.H. Perkin Jr. formirali isti proizvod koristeći Vurcovu reakciju počevši od 1,6-dibromoheksana.
Iznenađujuće je bilo da su njihovi cikloheksani ključali na temperaturi za 10 ° višoj od od heksahidrobenzena ili heksanaftena. Tu zagonetku su rešili Markovnikov, N.M. Kišner i Nikolaj Zelinski 1895, kad su utvrdili da se radi o metilciklopentanu, usled neočekivane reakcije preuređenja.
Danas se sinteza cikloheksana za iz benzena izvodi primenom naprednijih metoda redukcionih hemijskih reakcija.